# آرلين ويلان
آرلين ويلان (بالإنجليزية: Arleen Whelan)‏ هي ممثلة أمريكية، ولدت في 1 سبتمبر 1914 في الولايات المتحدة، وتوفيت في 7 أبريل 1993 بمقاطعة أورانج في الولايات المتحدة بسبب سكتة.

## وصلات خارجية
- آرلين ويلان على موقع IMDb (الإنجليزية)
- آرلين ويلان على موقع ألو سيني (الفرنسية)
- آرلين ويلان على موقع أول موفي (الإنجليزية)
- آرلين ويلان على موقع قاعدة بيانات برودواي على الإنترنت (الإنجليزية)
- آرلين ويلان على موقع قاعدة بيانات الأفلام السويدية (السويدية)
- آرلين ويلان على موقع إن إن دي بي (الإنجليزية)
- آرلين ويلان على موقع قاعدة بيانات الفيلم (الإنجليزية)
- آرلين ويلان على موقع كينوبويسك (الروسية)